# کوت دو تریو
کوت دو تریو (به لاتین: Côte de Trieu) یک گردنه در بلژیک است که در کلوئیزبرژان واقع شده‌است.